# 維西奇
50°8′59″N 23°35′47″E / 50.14972°N 23.59639°E
維西奇（烏克蘭語：Висіч），是烏克蘭的村落，位於該國西部利沃夫州，由亞沃里夫區負責管轄，始建於1870年，面積2.13平方公里，海拔高度306米，2001年人口396，人口密度每平方公里3,046.15人。